# صاحبة السمو الملكي (رواية)
صاحبة السمو الملكي هي إحدى روايات الروائية الأمريكية دانيال ستيل (بالإنجليزية.H.R.H) وهي من الروايات الرومانسية.

## نبذة قصيرة
تدور أحداث الرواية عن أميرة أوروبية تهوى الملابس البسيطة وتكره التعقيدات الملكية المعتادة تنهي دراستها الجامعية وتتطوع في مؤسسة الصليب الأحمر لإنقاذ ضحايا العنف في أفريقيا، تخفي هويتها عن باقي المتطوعين في المعسكر لكن عندما يقترب العنف من المعسكر الذي تقيم فيه تتحتم عودتها إلى ديارها لكن الأقدار تاخذ حياتها إلى منحى آخر تماما.